# Hideyori Toyotomi
Hideyori Toyotomi (jap. 豊臣秀頼 Toyotomi Hideyori; ur. 8 sierpnia 1593, zm. 5 czerwca 1615) – japoński przywódca polityczny i militarny z okresu Azuchi-Momoyama. Syn Hideyoshiego Toyotomi. 

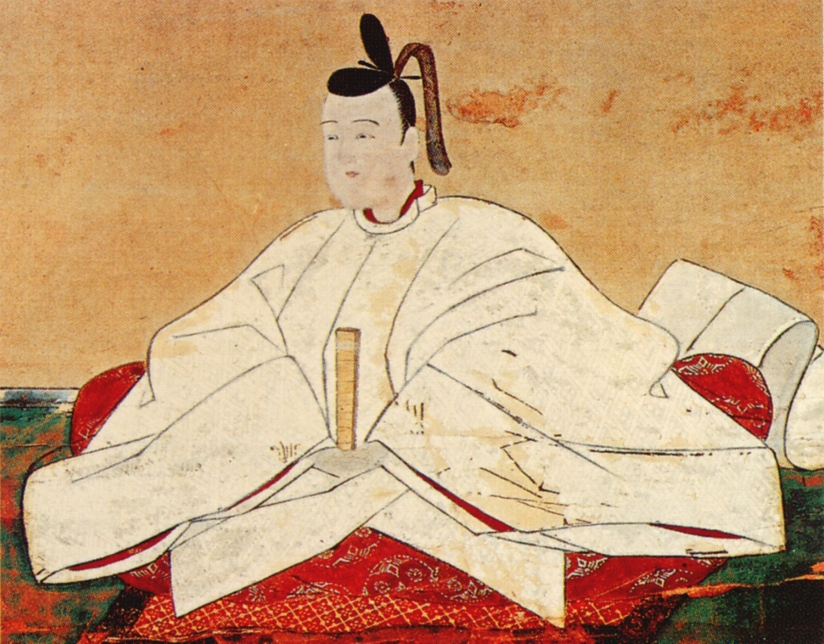
Toyotomi Hideyori

W wieku sześciu lat, dziedzicząc po ojcu, stał się głową rodu i ożenił się z córką Hidetady Tokugawy – Senhime. Utracił nominalną pozycję w wyniku przewrotu Ieyasu Tokugawy, który w roku 1603 uzyskał godność sioguna od cesarza Go-Yōzei. Jednak Hideyori, jako syn i potencjalny następca Hideyoshiego cieszył się nadal pewnym autorytetem i pozostawał dla Tokugawy zagrożeniem. 
5 czerwca 1615 roku, po trwającym od 1614 r. oblężeniu, zamek w Osace, w którym mieszkał, upadł, a Hideyori z matką Yadobashi popełnili samobójstwo.